# Nina den Hartog
Nina den Hartog (1998) is een Nederlands zangeres en winnares van Idols 5.

## Biografie
Den Hartog won in de finale van Idols 5 van Kimberly Fransens op RTL 5. De audities begonnen op 23 maart 2016. Tijdens de competitie maakte zij onder meer indruk met het lied Addicted to You en haar weergave van Keane's Somewhere Only We Know. Op 8 juni 2016 kwam Den Hartog als winnares uit de bus, als opvolger van Nikki Kerkhof in 2008.
In de finale zong Den Hartog evenals Fransens een duet met Jamai Loman, de eerste Idols-winnaar uit 2003. Zij bracht vervolgens de single Lights go out uit. Die single haalde, in tegenstelling tot voorgaande singles van winnaars, de reguliere hitlijsten niet en flopte. Ook de opvolger Bodies in the Sun bereikte in het najaar van 2016 geen notering in de hitlijsten. In februari 2017 beëindigden Cloud 9 Music en Den Hartog de samenwerking. Volgens jurylid Ronald Molendijk is Den Hartog een goede zangeres, maar geen idool. In augustus 2017 liet ze weten haar commerciële carrière te verruilen voor een tweejarige opleiding aan een bijbelschool in Rotterdam, de Kingdom Life College, en begon ze haar eigen band, New Revival Worship.